# Хом'ячок
Хом'ячок (Cricetulus) — рід родини Хом'якові (Cricetidae), ряду Гризуни. Мешкають у посушливих або напівпосушливих регіонах Євразії. За зовнішнім виглядом це невеликі хом'яки.

## Види
- Хом'ячок Ладака (Cricetulus alticola)
- хом'ячок смугастий (Cricetulus barabensis)
- Хом'ячок Кама (Cricetulus kamensis)
- Хом'ячок Лама (Cricetulus lama)
- Хом'ячок довгохвостий (Cricetulus longicaudatus)
- Хом'ячок сірий (Cricetulus migratorius)
- Хом'ячок Соколова (Cricetulus sokolovi)
- хом'ячок тибетський (Cricetulus tibetanus)